# Reprezentacja Polski w Pucharze Świata w skokach narciarskich 2012/2013
Reprezentacja Polski w Pucharze Świata w skokach narciarskich 2012/2013 zdobyła łącznie 3447 pkt, więcej niż kiedykolwiek wcześniej. Polska zajęła piąte miejsce w Pucharze Narodów. Punktowało dziesięciu zawodników, co wówczas było rekordem.
Na początku sezonu zawodnicy osiągali słabe wyniki, a trener rozważał dymisję. Później jednak Polacy siedmiokrotnie stawali na podium w konkursach indywidualnych, wygrywając trzy razy (dokonali tego Kamil Stoch i Piotr Żyła). Ostatecznie najwyżej sklasyfikowanym polskim zawodnikiem w Pucharze Świata był Stoch, który zajął trzecie miejsce. Dodatkowo Polacy dwa razy stanęli na podium zawodów drużynowych.

## Tło

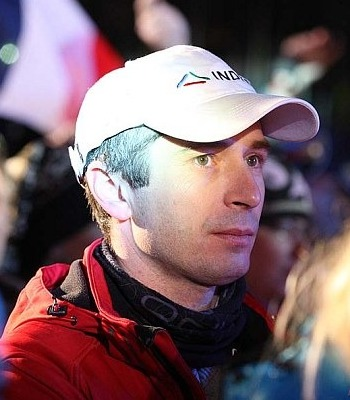
Łukasz Kruczek, trener kadry A od sezonu 2008/2009

Wcześniejszy sezon PŚ (2011/2012) był pierwszym bez udziału dotychczasowego lidera drużyny, Adama Małysza, który zakończył karierę. Polacy zajęli wówczas szóste miejsce w Pucharze Narodów, a najwyżej w klasyfikacji generalnej (na piątym miejscu) znalazł się Kamil Stoch, który siedmiokrotnie stanął na podium indywidualnych konkursów PŚ.
W Letnim Grand Prix 2012 najlepszym z Polaków był Maciej Kot, który był piąty w klasyfikacji generalnej tego cyklu. Ósme miejsce zajął tam Dawid Kubacki.
Do grupy pierwszej kadry A, prowadzonej przez głównego szkoleniowca Łukasza Kruczka trafili: Kamil Stoch, Piotr Żyła, Maciej Kot i Krzysztof Miętus.

## Przebieg sezonu

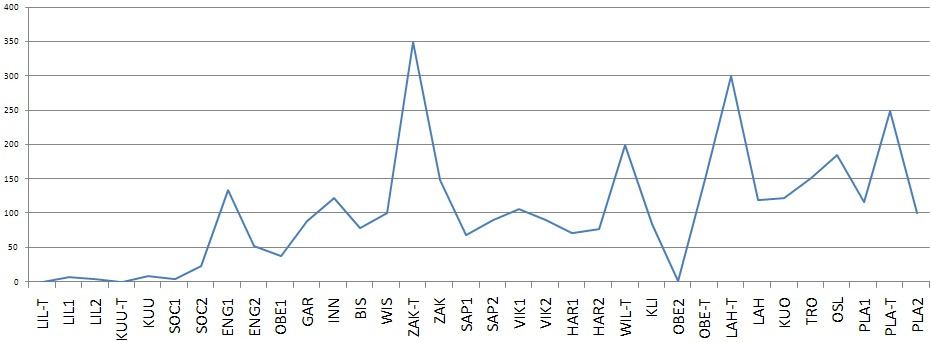
Punkty zdobyte przez Polskę w poszczególnych konkursach Pucharu Świata

### Słaby początek
Konkursy indywidualne na skoczni dużej i normalnej w Lillehammer

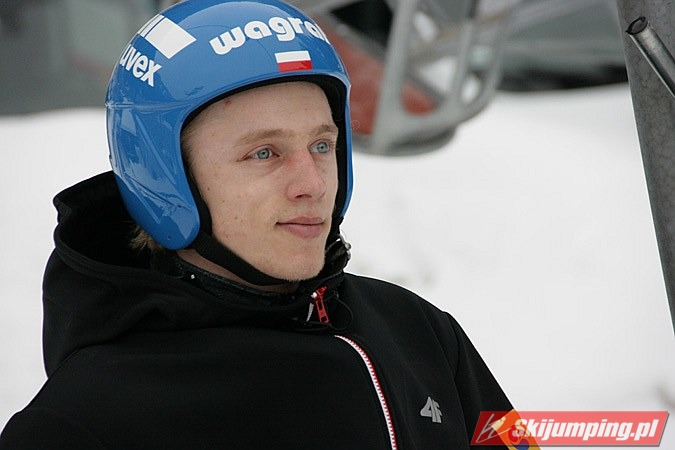
Dawid Kubacki, posiadał najwięcej punktów z Polaków do zawodów w Soczi włącznie

Polacy rozpoczęli rywalizację w Pucharze Świata 2012/2013 od indywidualnego konkursu na normalnej skoczni w Lillehammer 24 listopada. W rozegranych dzień wcześniej kwalifikacjach w czołowej czterdziestce uplasowali się: Krzysztof Miętus (na piątym miejscu), Dawid Kubacki, Piotr Żyła i Maciej Kot. Prekwalifikowany był Kamil Stoch, a 45. miejsce zajął Bartłomiej Kłusek.
W konkursie głównym jako pierwszy z reprezentantów Polski skakał Dawid Kubacki, który osiągnął 91,5 m, co dało mu 34. pozycję w klasyfikacji. Oprócz niego także dwaj inni reprezentanci Polski nie awansowali do finałowej serii: Krzysztof Miętus po próbie na 89 m uplasował się dziesięć miejsc niżej, a Piotr Żyła skacząc na 90,5 m zajął 36. miejsce. Tymczasem skok Macieja Kota na 93 m zagwarantował mu udział w drugiej serii konkursowej, z 23. miejscem w klasyfikacji. Kamil Stoch zajął w pierwszej serii trzydzieste miejsce, skacząc na 91,5 m i o 0,2 pkt pokonując 31. Toma Hilde.
W drugiej serii Stoch oddał drugi co do krótkości skok konkursu (87,5 m) i zajął finalnie ostatnie punktowane miejsce, z notą 220 pkt. Natomiast Maciej Kot po skoku na 92 m spadł na 25. miejsce (łączna nota 231,1 pkt). Występ Polaków został nazwany słabym.
Trener Łukasz Kruczek stwierdził, że zawodnicy „chcieli skoczyć jeszcze lepiej niż normalnie” i ich próby nie były swobodne. Kot zaś zauważył, że musi popracować nad swoim odbiciem z progu.
W konkursie na dużej skoczni, do którego zakwalifikowali się wszyscy reprezentanci Polski, punktował tylko jeden z nich. Był to Krzysztof Miętus, który po skoku na 128,5 m plasował się po pierwszej serii na 29. miejscu. W drugiej oddał skok na 125,5 m i awansował o trzy miejsca, na 26. lokatę. Poza pierwszą „trzydziestką” konkurs zakończyli: Stoch (36. miejsce, 128,5 m), Żyła (43. miejsce, 122,5 m), Kubacki (45. miejsce, 122,5 m), Kłusek (46. miejsce, 121 m), Kot (48. miejsce, 120 m).
W klasyfikacji generalnej po konkursach w Lillehammer (dwóch indywidualnych i jednym drużynowym mieszanym, w którym nie brała udziału) polska reprezentacja plasowała się na 10. miejscu w klasyfikacji drużynowej (z dorobkiem 12 punktów). W indywidualnej najwyżej sklasyfikowanym Polakiem był Maciej Kot (32. miejsce, 6 punktów). 34. był Krzysztof Miętus (z 5 punktami), a na ostatnim, 40. plasował się Kamil Stoch z jednym punktem. Występ polskiej drużyny został nazwany w mediach „bardzo słabym”.
Konkurs drużynowy i indywidualny na dużej skoczni w Ruce
Do rozegranych 29 listopada kwalifikacji konkursu w Ruce zgłoszono tych samych zawodników co w poprzednich zawodach, z wyjątkiem Kłuska. Awansu nie wywalczył Kamil Stoch, zajmując 50. miejsce (skoczył na 106,5 m). Wziął on jednak udział w konkursie drużynowym, który odbył się dzień później. Skakał w pierwszej grupie i wylądował na 104,5 m. W drugiej swój skok na 110 m oddał Piotr Żyła, a w trzeciej Dawid Kubacki, którego próbę zmierzono na 123,5 m. Po trzeciej grupie zespół awansował na przedostatnie miejsce, z którego jednak spadł ponownie na ostatnie, jedenaste, po skoku Macieja Kota na 103,5 m.
1 grudnia rozegrano konkurs indywidualny. Jedynym Polakiem w drugiej serii był Kubacki, który po pierwszej serii plasował się na 22. miejscu po skoku na 127,5 m. Oznaczało to zdobycie pierwszych punktów PŚ w karierze tego skoczka.
Maciej Kot ukończył rywalizację na 32. miejscu, po skoku na 115,5 m, Krzysztof Miętus był 47. (102,5 m), a Piotr Żyła 48. (94,5 m).
W drugiej serii Kubacki skoczył na 116 m i utrzymał 22. pozycję, zdobywając 9 punktów.
Następnie Żyła i Stoch wyjechali z głównym trenerem, Łukaszem Kruczkiem na trening do austriackiego Ramsau. Do składu na PŚ w Soczi desygnowano: Dawida Kubackiego, Macieja Kota, Bartłomieja Kłuska i Krzysztofa Miętusa, z trenerem Zbigniewem Klimowskim.
Konkursy indywidualne na normalnej skoczni olimpijskiej w Soczi
W rozegranym 8 grudnia pierwszym konkursie na normalnej skoczni olimpijskiej w Soczi, po pierwszej serii Kubacki plasował się na piętnastym miejscu, po skoku na 98,5 m, zaś Maciej Kot na 27., skacząc na 97 m. Miętus był 43. (94 m), a Kłusek 47. (93,5 m).
W drugiej serii Kubacki oddał krótszy skok, na 93,5 m i spadł na ostatnie punktowane miejsce, zaś Kot po skoku na 96,5 m spadł na 28. lokatę. Po tym konkursie reprezentacja Polski spadła na ostatnie, trzynaste miejsce w Pucharze Narodów, będąc wyprzedzoną przez drużynę Bułgarii.
W drugim konkursie w rosyjskiej miejscowości ponownie dwóch Polaków zapunktowało. Po pierwszej serii Dawid Kubacki był sklasyfikowany na szesnastym miejscu (po skoku na 97,5 m), zaś Maciej Kot na 23. pozycji (skoczył pół metra krócej). W finałowej serii Kubacki oddał taki sam skok jak w pierwszej i spadł o jedną lokatę, zaś Kot wylądował o pół metra bliżej i awansował o jedno miejsce. Bartłomiej Kłusek, po skoku na 95 m uplasował się na 40. miejscu, natomiast Krzysztof Miętus nie zakwalifikował się do konkursu. Po zawodach w Soczi najwyżej w klasyfikacji generalnej znajdował się Kubacki (36. miejsce), a reprezentacja Polski była ostatnia w Pucharze Narodów.
Trener Łukasz Kruczek przyznał później, że rozważał dymisję po słabych wynikach w początkowej części zimy, jednak zawodnicy oponowali.
Konkursy indywidualne na dużej skoczni w Engelbergu

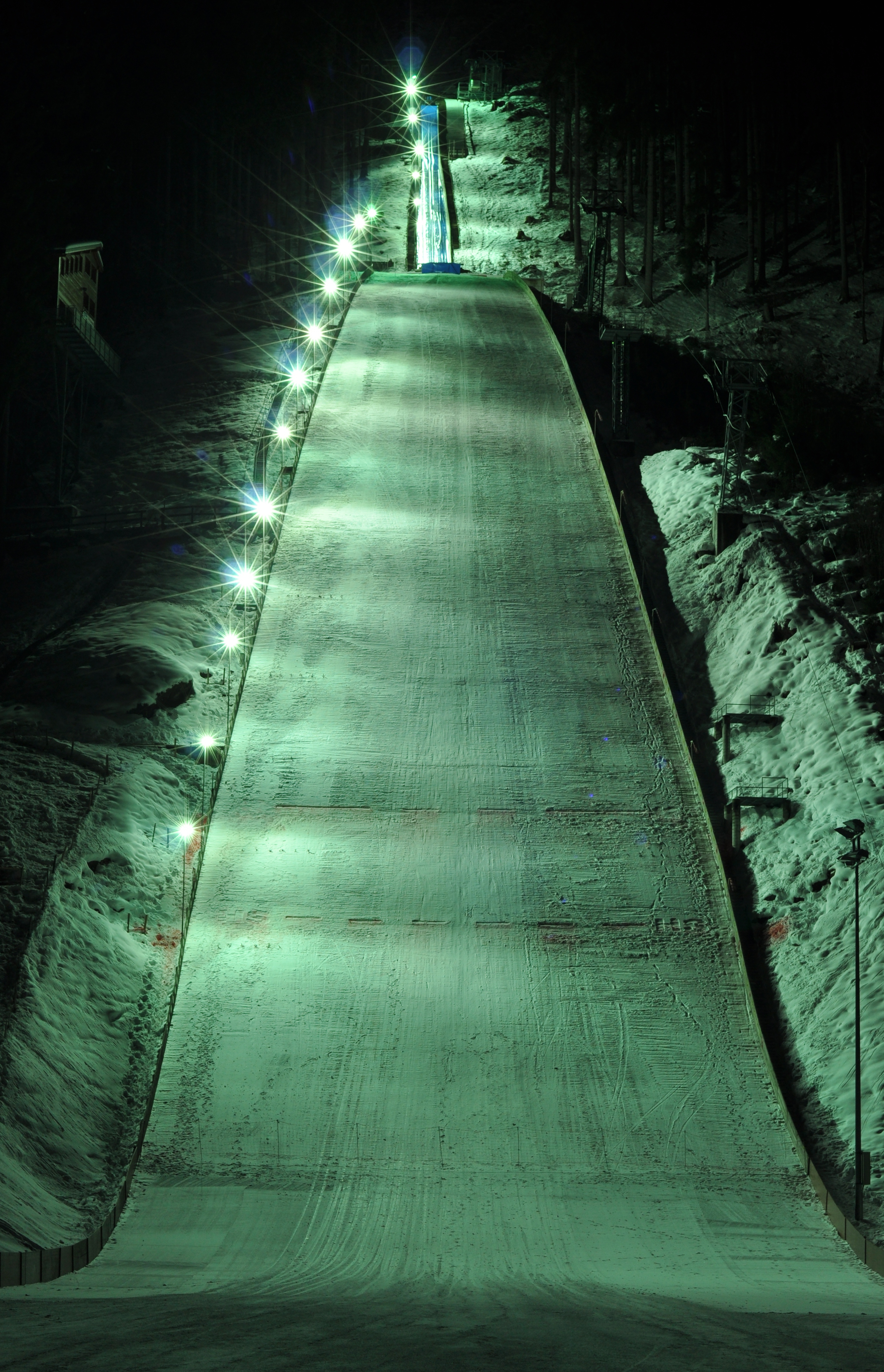
Gross-Titlis-Schanze, miejsce „wielkiego powrotu” Kamila Stocha

Do obsady konkursów w szwajcarskim Engelbergu, poprzedzających Turniej Czterech Skoczni, dołączyli, po treningach z Kruczkiem, Kamil Stoch i Piotr Żyła. Po pierwszej serii sobotniego konkursu (15 grudnia) jedynie Piotr Żyła nie zdobył punktów (zajął 36. miejsce po skoku na 122 m). Kamil Stoch był liderem konkursu po pierwszej serii, po skoku na 132,5 m. Miał 0,8 pkt przewagi nad drugim Schlierenzauerem. Na piątym miejscu plasował się Dawid Kubacki, który skoczył o pół metra krócej. Krzysztof Miętus był dziewiętnasty (128,5 m), Maciej Kot dwudziesty trzeci (126 m), zaś Klemens Murańka dwudziesty dziewiąty (127 m). W drugiej serii zawodów Stoch skoczył na 134 m i zajął drugie miejsce, przegrywając o 0,1 pkt ze zwycięzcą, Andreasem Koflerem. Kubacki nie wypadł z pierwszej dziesiątki, kończąc zawody na dziewiątym miejscu po skoku na 128,5 m. Kot awansował na siedemnastą pozycję skacząc na 129 m. Miętus spadł na 23. (oddał skok na 124 m), zaś Murańka awansował na 28., ponownie skacząc na 127 m. Była to największa dotychczas w tamtym sezonie ilość punktów zdobyta przez Polaków (134 punkty).
W drugim szwajcarskim konkursie zapunktowało trzech Polaków. Po pierwszej pozycji dwóch z nich znajdowało się w pierwszej „dziesiątce” – Kamil Stoch był siódmy po skoku na 131 m, zaś Maciej Kot, który skoczył pół metra dalej plasował się na ósmym miejscu. Dawid Kubacki był piętnasty, skacząc na 128 m. Na trzydziestej pozycji ex aequo z Lukasem Hlavą plasował się Krzysztof Miętus, po skoku na odległość 126 m. Piotr Żyła był 37. (120,5 m), a Klemens Murańka 40. (119 m).
W drugiej serii wszyscy reprezentanci Polski pogorszyli swoje pozycje w stosunku do pierwszej. Kot spadł na trzynastą pozycję po skoku na 123,5 m, Stoch po próbie na identyczną odległość uplasował się o jedną lokatę niżej od Kota. Kubacki po skoku na 130 m był siedemnasty, zaś Krzysztof Miętus spadł na niepunktowane 31. miejsce po skoku na 122,5 m.
Po zawodach w Engelbergu reprezentanci Polski poprawili swoje pozycje w klasyfikacji generalnej. Kubacki awansował z 32. na 26. miejsce, Kot z 34. na 30., Miętus z 44. na 39. Kamil Stoch, który po konkursach w Soczi miał tylko jeden punkt, awansował z 49. na 18. miejsce. Klemens Murańka po pierwszych w tamtym sezonie zdobytych trzech punktach, plasował się na 48. miejscu. W Pucharze Narodów reprezentacja Polski awansowała z 12. na 7. lokatę.

### Turniej Czterech Skoczni
Po zakończonym trzecim periodzie sezonu (pierwszym zimowym) reprezentacja Polski dysponowała kwotą startową siedmiu skoczków. Tylu też wystartowało w kwalifikacjach do konkursu 61. Turnieju Czterech Skoczni w Oberstdorfie. Byli to: Stefan Hula, Piotr Żyła, Klemens Murańka, Krzysztof Miętus, Maciej Kot, Dawid Kubacki i Kamil Stoch. Wyniki kwalifikacji zdecydowały o następującym przydziale Polakom ich konkurentów w systemie KO:
- Maciej Kot – Maximilian Mechler
- Sebastian Colloredo – Stefan Hula
- Klemens Murańka – Michael Hayböck
- Jaka Hvala – Kamil Stoch
- Martin Koch – Dawid Kubacki
- Gregor Deschwanden – Piotr Żyła
- Krzysztof Miętus – Severin Freund[28].

Następnego dnia Stoch oddał najdalszy skok w serii próbnej. W konkursie wygrał swoją parę, oddając skok na 132,5 m i plasował się na piątym miejscu po rundzie KO, ze stratą 9 pkt do lidera – rywalizujący z nim Hvala oddał skok na 127 m i był lucky loserem.
Swoją parę wygrał także Klemens Murańka, który po skoku na 129,5 m pokonał Hayböcka, który skoczył pięć metrów krócej. Polski skoczek plasował się na 20. pozycji wśród zakwalifikowanych do drugiej serii. Dawid Kubacki oddał skok na 127 m i zajmował 25. pozycję w tej klasyfikacji, a jego konkurent Martin Koch skoczył na odległość 118,5 m i przegrał z Polakiem o 14 pkt. Stefan Hula wylądował swoją próbę na odległości 128,5 m i plasował się na 27. pozycji spośród uczestników drugiej serii, podczas gdy Sebastian Colloredo skoczył dwa metry krócej i zajął 36. miejsce.
Piotr Żyła po skoku na 125 m był 31. i przegrał z Deschwandenem, który wylądował na 130. metrze, Krzysztof Miętus był 33. z próbą na 129 m (Freund – 138,5 m), zaś Maciej Kot ostatni, 50. po skoku na 111,5 m (Mechler – 126,5 m).
W serii finałowej Hula oddał skok na 126 m i awansował na 21. miejsce, Dawid Kubacki po skoku na 124,5 m spadł na 26., a Murańka spadł o osiem miejsc, lądując na 118,5 m. Natomiast Kamil Stoch wylądował swoją próbę na 125. metrze (jako jedyny spośród pierwszej piątki przed 130. metrem) i spadł na trzynastą lokatę w konkursie, tracąc 44,3 pkt do zwycięzcy, Jacobsena.

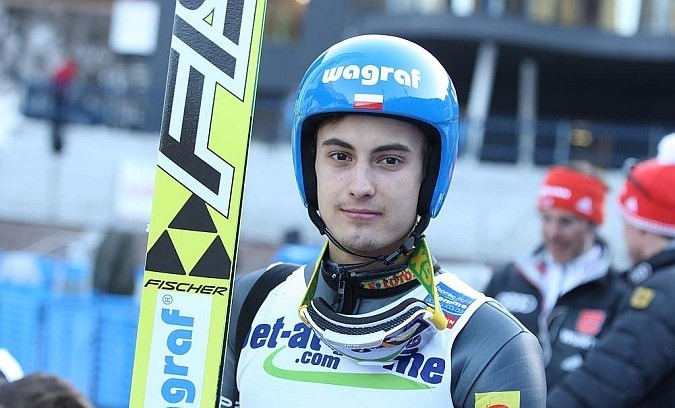
Maciej Kot, zajął miejsca w czołowej „dziesiątce” w trzech konkursach Turnieju Czterech Skoczni

Kwalifikacje do konkursu w Garmisch-Partenkirchen przeszli wszyscy Polacy oprócz Murańki, który został zdyskwalifikowany za nieprawidłowy kombinezon. Pary KO polskich skoczków wyglądały następująco:
- Michael Hayböck – Maciej Kot
- Krzysztof Miętus – Dawid Kubacki
- Stefan Hula – Lauri Asikainen
- Piotr Żyła – Martin Koch
- Simon Ammann – Kamil Stoch[32].

Po pierwszej serii najwyżej sklasyfikowanym reprezentantem Polski był Stoch, który zajmował drugą pozycję po skoku na 142 m, ex aequo z Tomem Hilde, tracąc 2,8 pkt do liderującego Schlierenzauera. Jego partner w systemie KO – Simon Ammann oddał skok na 124 m i odpadł z rywalizacji. Na szóstym miejscu plasował się Maciej Kot, po skoku na 134,5 m, pokonując Hayböcka o 13,3 pkt. 28. pozycję wśród zakwalifikowanych do finałowej serii zajmował Żyła (128 m, 1,7 pkt więcej od Kocha), a 29. Kubacki (126,5 m, 0,4 pkt więcej od Miętusa). Poza pierwszą trzydziestką sklasyfikowano: Miętusa (38. pozycja, 126 m) i Hulę (44. pozycja, 124,5 m).
W serii finałowej Żyła oddał skok na 122 m i zajął ostatnią punktowaną lokatę, zdobywając pierwszy w sezonie punkt. Na 28. pozycję awansował Dawid Kubacki (skok na 126,5 m), a na piątą Maciej Kot – skoczył na odległość 135 m i po raz pierwszy w karierze sklasyfikowano go w pierwszej „dziesiątce” zawodów Pucharu Świata. O jedną pozycję za nim uplasował się Kamil Stoch, po skoku na 131,5 m, ex aequo z Dmitrijem Wasiljewem.
Stoch awansował po tym konkursie na siódme miejsce klasyfikacji generalnej Turnieju (ze stratą 60,2 pkt do lidera), na dziewiętnaste Kubacki, Kot na 33. Pozostali Polacy spadli w tabeli: Hula na 30. miejsce, Żyła na 34., Murańka na 38., zaś na 40. Miętus.
Przed konkursem w Innsbrucku Klemens Murańka został odesłany do Polski na zawody Pucharu Kontynentalnego. Wszyscy pozostali reprezentanci Polski zakwalifikowali się do konkursu – nie licząc wyników prekwalifikowanej dziesiątki Stoch i Kot ex aequo wygrali kwalifikacje, a Miętus był trzeci. W pełnych wynikach Stoch i Kot byli drudzy wraz z Jacobsenem, a Miętus był piąty. Pary KO Polaków były następujące:
- Dawid Kubacki – Severin Freund
- Piotr Żyła – Taku Takeuchi
- Stefan Hula – Richard Freitag
- Yūta Watase – Krzysztof Miętus
- Anders Johnson – Maciej Kot
- Anton Kaliniczenko – Kamil Stoch[37].

Na czwartej pozycji plasował się po pierwszej serii Kamil Stoch, który skoczył na 124,5 m i pokonał Kaliniczenkę o 30,7 pkt. Ósmy był Maciej Kot, po skoku na 121,5 m – jego próba dała mu notę o 25,5 pkt lepszą od Johnsona. Na 28. miejscu wśród zakwalifikowanych do drugiej serii plasował się Miętus, który po skoku na 117,5 m okazał się o 9,7 pkt lepszy od Watase. Na trzecim miejscu spośród szczęśliwych przegranych, a 20. w ogóle plasował się Piotr Żyła, który skoczył na odległość 125 m i uległ Takeuchiemu o 0,1 pkt.
Kubacki odpadł po skoku na odległość 117,5 m, ustępując Freundowi o 12,6 pkt i zajął 36. miejsce w konkursie, natomiast Hula był 39., z próbą o metr dłuższą, będąc 8,8 pkt gorszym od Freitaga.
W drugiej serii konkursowej Krzysztof Miętus skoczył na 118 m i awansował o jedną pozycję, kończąc zawody na 27. lokacie. Piotr Żyła spadł na 22. miejsce po skoku na 117,5 m. Również Maciej Kot obniżył swoją pozycję, spadając na 9. miejsce, po skoku na 119 m. Natomiast Kamil Stoch oddał skok na 123 m co przy krótszych próbach Jacobsena i Bardala, wyprzedzających go po pierwszej serii poskutkowało jego awansem na drugą pozycję, ze stratą 12,8 pkt do zwycięzcy, Schlierenzauera.
Stoch po tych zawodach awansował na szóstą pozycję klasyfikacji Turnieju, jednak jego strata do lidera zwiększyła się o 0,3 pkt i wynosiła 60,5 pkt. Awansowali ponadto: Maciej Kot (na 24. miejsce), Piotr Żyła (na 30. miejsce) i Krzysztof Miętus (na 36. miejsce). Spadli natomiast: Dawid Kubacki (na 26. miejsce), Stefan Hula (na 34. miejsce) i Klemens Murańka (na 45. miejsce).
W kwalifikacjach do konkursu w Bischofshofen najwyżej z polskich skoczków uplasował się Stoch, który był drugi. Zakwalifikowali się wszyscy reprezentanci tego kraju.
- Stefan Hula – Severin Freund
- Krzysztof Miętus – Andreas Wank
- Piotr Żyła – Dawid Kubacki
- Maciej Kot – Richard Freitag
- Vegard Swensen – Kamil Stoch[41].

Do drugiej serii zakwalifikowało się czterech Polaków. Kamil Stoch po skoku na 131 m pokonał o 25,6 pkt swojego konkurenta i plasował się na czwartej pozycji. Piąty Maciej Kot skoczył o metr dalej co przy skoku Freitaga na 130 m dawało mu przewagę 3,2 pkt nad Niemcem. Stefan Hula spośród zakwalifikowanych do drugiej serii plasował się na 19. miejscu, ex aequo z Hayböckiem – oddał skok na 127 m i był o 2,3 pkt lepszy od Freunda. Piotr Żyła zajmował przedostatnie miejsce w tabeli zwycięzców par, a 31. ogółem wśród uczestników finałowej rundy (oprócz sześciu szczęśliwych przegranych, spośród których dwóch było klasyfikowana ex aequo, w drugiej serii wystąpił także Wellinger, który upadł przy najdłuższym skoku).
Na 39. miejscu sklasyfikowano w konkursie Krzysztofa Miętusa po skoku na 123 m, a na 42. Dawida Kubackiego, który wylądował swój skok dwa metry dalej.
W drugiej serii Piotr Żyła awansował na punktowaną 30. pozycję, po skoku na 124,5 m, natomiast Stefan Hula lądując na 122 m, spadł na 29. miejsce. Maciej Kot oddając skok na 126 m spadł na dziesiątą lokatę (po konkursie stwierdził, że ze względu na „kiwanie” na rozbiegu popełnił błąd przy wyjściu z progu). Natomiast Kamil Stoch utrzymał czwarte miejsce, po skoku na 131,5 m, który zdaniem skoczka był bardzo spóźniony.
Kamil Stoch uplasował się w finalnej klasyfikacji Turnieju Czterech Skoczni na miejscu czwartym, tracąc 2 pkt do trzeciego Toma Hilde i 73 pkt do zwycięzcy, Gregora Schlierenzauera. Jego łączna nota wyniosła 1027,2 pkt. Stwierdził, że „przegrał podium o metr” (jeden metr to na skoczni dużej 1,8 pkt). Maciej Kot uplasował się na miejscu dwudziestym, Żyła na 23., Hula był 30. Pozostali Polacy uplasowali się poza pierwszą trzydziestką, ogółem sklasyfikowano ich siedmiu. W poprzednim roku w tabeli generalnej znalazło się o jednego reprezentanta Polski mniej, a w pierwszej trzydziestce był tylko jeden.
W klasyfikacji generalnej, w stosunku do sytuacji sprzed Turnieju, Kamil Stoch awansował z osiemnastego na ósme miejsce, zwiększając stratę do lidera o 170 pkt, zaś Maciej Kot awansował z trzydziestej na dziewiętnastą pozycję. Dwóch reprezentantów Polski zdobyło pierwsze punkty w sezonie – Piotr Żyła, który był sklasyfikowany na 47. pozycji i Stefan Hula, który plasował się o jedno miejsce wyżej. Pozostali Polacy spadli w tabeli – Dawid Kubacki z 26. na 29. miejsce, Krzysztof Miętus z 39. na 42., a Klemens Murańka z 48. na 55. Natomiast w Pucharze Narodów reprezentacja awansowała z siódmego na szóste miejsce, wyprzedzając Rosję i zmniejszając stratę do Japonii oraz Słowenii.

### Konkursy w Polsce i Japonii
Konkurs indywidualny na dużej skoczni w Wiśle
8 stycznia, w kwalifikacjach do konkursu w Wiśle wystartowało dziesięciu reprezentantów gospodarzy, z których ośmiu uzyskało awans do konkursu głównego: Maciej Kot (1. pozycja), Dawid Kubacki (4.), Krzysztof Miętus (9.), Piotr Żyła (17.), Aleksander Zniszczoł (27.), Stefan Hula (31.), Bartłomiej Kłusek (34.) i Łukasz Rutkowski (38.). Dwóch kolejnych uplasowało się poza pierwszą czterdziestką: Jan Ziobro (43.) i Klemens Murańka (47.). Natomiast Kamil Stoch dzięki pozycji w pierwszej dziesiątce klasyfikacji generalnej był prekwalifikowany.
Następnego dnia odbył się pierwszy w historii konkurs na skoczni im. Adama Małysza. Odbywał się on w zmiennych warunkach wietrznych. Po pierwszej serii najwyżej sklasyfikowanym Polakiem był Piotr Żyła, który po skoku na 125 m plasował się na 12. pozycji. Przyznał, że był na tyle zestresowany, że miał problemy z zapięciem nart. Trzy pozycje niżej plasował się Kamil Stoch, który osiągnął 122 m, zdaniem skoczka po spóźnionym odbiciu i zbytnim skierowaniu ciała do przodu. Siedemnasty był Maciej Kot (117,5 m). 24. był Stefan Hula (120 m). Do drugiej serii nie awansowali: Aleksander Zniszczoł (116,5 m), Łukasz Rutkowski (117,5 m) i Krzysztof Miętus (112 m), którzy zajęli miejsca 35.-37., a także Dawid Kubacki, który po skoku na 111 m zajął 44. miejsce i Bartłomiej Kłusek, który zakończył konkurs na 46. lokacie, a swoją próbę wylądował na 100. metrze.
W drugiej serii Hula spadł na 27. miejsce po skoku na 117 m., a pozostali Polacy poprawili swoje lokaty. Próbę Kota zmierzono na 125. metrze i awansował na 13. miejsce, Stoch natomiast skoczył na odległość 124,5 m i uplasował się na siódmej pozycji. Tymczasem Żyła osiągnął najlepszy wynik w dotychczasowej karierze, kończąc zawody na szóstym miejscu, po skoku na 123 m.
Niektórzy polscy reprezentanci narzekali po zawodach na zmęczenie wynikające z dużej częstotliwości zawodów na początku roku.
Konkurs indywidualny i drużynowy na skoczni dużej w Zakopanem

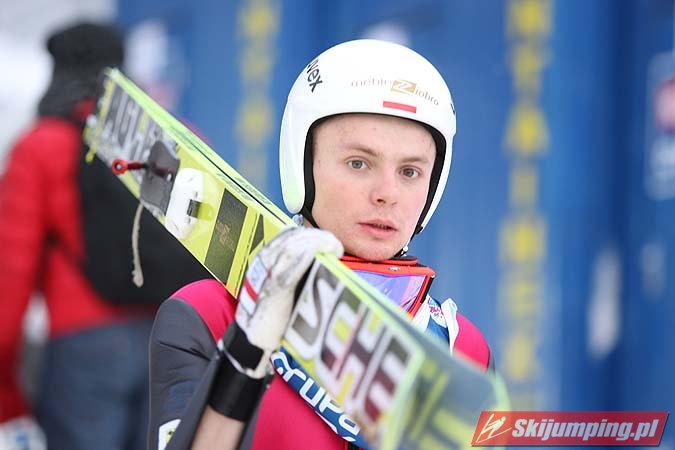
Jan Ziobro w Zakopanem zdobył pierwsze punkty PŚ

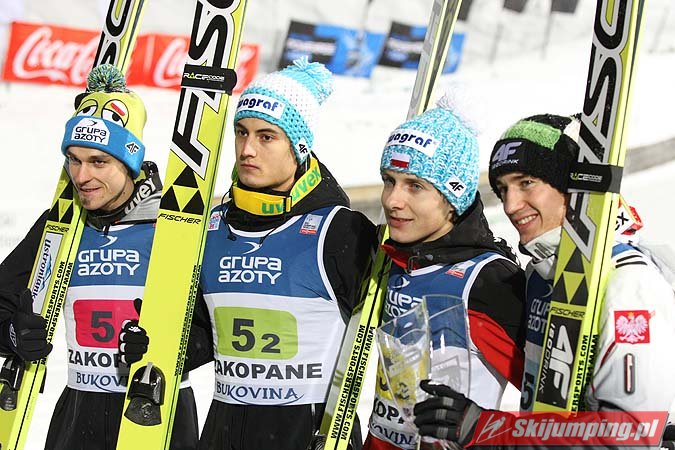
Polski zespół podczas konkursu drużynowego w Zakopanem

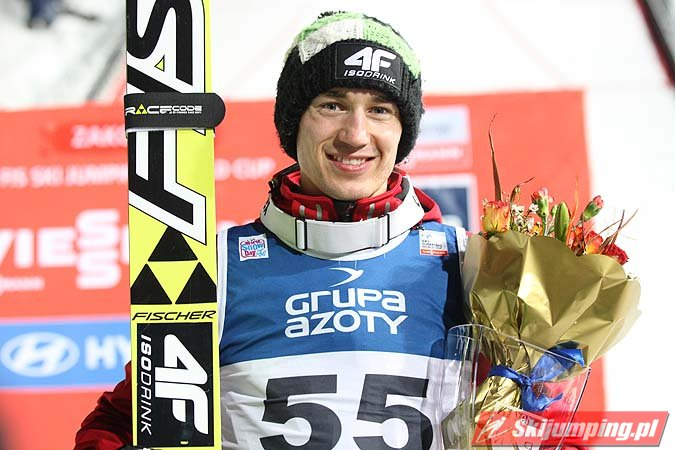
Kamil Stoch z kwiatami za trzecie miejsce w rywalizacji indywidualnej

11 stycznia odbył się konkurs drużynowy na Wielkiej Krokwi. Jako pierwszy z Polaków skok oddał Piotr Żyła, który osiągnął 129 m, a polska drużyna plasowała się na drugim miejscu. Po próbie Macieja Kota na 133 m reprezentacja gospodarzy została liderem konkursu. Utrzymała pierwsze miejsce po skoku Krzysztofa Miętusa wylądowanym na 118. metrze. W ostatniej grupie skakał Kamil Stoch, który osiągnął 133 m – przewaga Polaków po pierwszej serii nad drugimi Słoweńcami wyniosła 25,7 pkt.
Piotr Żyła w drugiej serii osiągnął 128,5 m i zwiększył przewagę nad Słoweńcami o 3,2 pkt.
O półtora metra bliżej wylądował Maciej Kot – wówczas przewaga wynosiła 24,1 pkt. W trzeciej kolejce Miętus wylądował na 108. metrze, a polscy skoczkowie spadli na miejsce drugie z 17,7 pkt straty do Słowenii. W ostatniej kolejce konkursu Stoch uzyskał 130 m, co przy skoku Petera Prevca na 123,5 m dało polskim reprezentantom drugie miejsce w końcowej klasyfikacji, ze stratą 9,1 pkt. W nieoficjalnych wynikach indywidualnych w pierwszej „czwórce” uplasowało się trzech Polaków.
Kwalifikacje do konkursu indywidualnego odbyły się w tym samym dniu co konkurs główny, 12 stycznia. Wśród zgłoszonych jedenastu reprezentantów gospodarzy, w premiowanej awansem czołowej „czterdziestce” uplasowało się ośmiu Polaków, a dodatkowo Kamil Stoch był prekwalifikowany. Zakwalifikowali się następujący Polacy: Kot (4. pozycja), Żyła (7.), Zniszczoł (13.), Kubacki (15.), Rutkowski (28.), Hula (32.), K. Miętus (35.) i Ziobro (40.). Do pierwszej serii konkursu nie awansowali Murańka (42.) i Kłusek (50.).
W konkursie jako pierwszy skok oddał Rutkowski, osiągając 117,5 m. Ziobro skoczył na odległość 129 m co zapewniło mu prowadzenie w konkursie. Trzy i pół metra bliżej lądował Zniszczoł i plasował się na drugiej pozycji. Hula oddał skok na 120,5 m i był klasyfikowany na trzecim miejscu, a po o pół metra krótszej próbie Krzysztofa Miętusa pierwsze cztery miejsca były zajęte przez skoczków z Polski. Piotr Żyła skoczył na odległość 124,5 m, co dawało mu wówczas drugie miejsce, za Ziobrą. Dawid Kubacki po skoku na 121,5 m był jedenasty. Maciej Kot osiągnął taką samą odległość jak lider i zepchnął Ziobrę na drugą pozycję, pokonując go o 1,1 pkt. Wkrótce prowadzenie objął jednak Norweg Fannemel, a później kolejni zagraniczni skoczkowie zmieniali się na tej pozycji. Kamil Stoch skoczył na 133 m, co zapewniło mu pozycję lidera po zakończeniu pierwszej serii rywalizacji na Wielkiej Krokwi. Miał 3,4 pkt przewagi nad drugim Jacobsenem. Poza tym do drugiej serii awansował Kot, który zajmował 9. miejsce, 11. był Ziobro, 17. Żyła (ex aequo z Tepesem), 20. Zniszczoł, 27. Hula a 29. Miętus. Poza czołową „trzydziestką” sklasyfikowano Kubackiego (32.) i Rutkowskiego (46.)
W drugiej serii Krzysztof Miętus utrzymał swoją pozycję, skacząc na 114 m. Hula awansował na 21. pozycję, osiągając 122,5 m. Zniszczoł spadł na 23. lokatę po lądowaniu o pół metra dalej niż tamten. Żyła spadł na osiemnaste miejsce mimo skoku na 130,5 m, jednego z najdłuższych w serii, oddanego jednak w sprzyjających warunkach wietrznych. Jan Ziobro uplasował się na 20. miejscu po skoku na 120,5 m. Odległość Macieja Kota wynosiła 128,5 m (lądował o pół metra krócej niż w pierwszej rundzie), co zapewniło mu awans na piątą pozycję w konkursie. Kamil Stoch uzyskał 127 m i spadł na trzecią pozycję – został wyprzedzony przez norweskich zawodników – Jacobsena i Bardala – którzy osiągnęli odległości ponad stu-trzydziestometrowe. Zdaniem zawodnika, nie odniósł zwycięstwa ze względu na spóźnione odbicie.

Nie ukrywam, że w najśmielszych snach nie przypuszczałem, że w pierwszej serii skoczę 129 metrów. To był fantastyczny skok. Udało się i jestem z tego bardzo zadowolony. To mój największy sukces w dotychczasowej karierze

W porównaniu do sytuacji po zakończeniu TCS, polski zespół awansował na piąte miejsce w Pucharze Narodów, zdobywając 599 pkt i wyprzedzając reprezentację Japonii. Indywidualnie, Stoch awansował z ósmego na siódme miejsce, zmniejszając stratę do lidera z 519 pkt do 455 pkt. Kot przesunął się z 19. na 17. pozycję, Piotr Żyła z 47. na 35., Stefan Hula z 46. na 42. Natomiast Kubacki spadł z 29. na 33. miejsce, Miętus z 42. na 45., a Murańka z 55. na 58. W tabeli na 49. pozycji pojawił się Ziobro, zdobywając swoje pierwsze punkty PŚ w karierze, zaś na 53. Zniszczoł.
Konkursy indywidualne na dużej skoczni w Sapporo
Tydzień później odbyły się pierwsze z dwóch zawodów indywidualnych w japońskim Sapporo. W Japonii wystartowali: Stoch, Kot, Kubacki, Żyła i Krzysztof Miętus. Po pierwszej serii najwyżej sklasyfikowanym z Polaków był Kamil Stoch, który zajmował dziesiątą pozycję. Oddał on skok na 127,5 m. Dziewiętnasty był Maciej Kot po skoku wylądowanym na 121. metrze zeskoku. Pięć miejsc dalej plasował się Dawid Kubacki, który skoczył o półtora metra dalej. 29. miejsce zajmował, ex aequo z Peterem Frenette, Piotr Żyła (skoczył na 117,5 m). Tymczasem Krzysztof Miętus został zdyskwalifikowany za nieprawidłowy kombinezon. W drugiej serii wszyscy reprezentanci Polski poprawili swoje lokaty. Żyła po skoku na 119 m awansował na 26. miejsce, a Kubacki na 23. z odległością 118 m. Na dziesiątej pozycji uplasował się Kot, osiągając 138 metrów (dłuższy, o metr, skok oddał tylko Tom Hilde). O jedno „oczko” wyżej sklasyfikowano Stocha, który skoczył na 129 m.
Drugi konkurs na Okurayamie rozgrywany był w trudnych warunkach atmosferycznych i często był przerywany. Po pierwszej serii najwyżej plasował się ponownie Kamil Stoch. Oddał skok na 133 metrów i był szósty, tracąc 3,2 pkt do lidera, Jana Matury. Na 9. miejscu sklasyfikowany był Kubacki, uzyskując 129,5 m. Dwie pozycje niżej znajdował się Kot, który oddał najdłuższy (wraz z Wankiem) skok konkursu (135 m). Dokonał tego jednak przy wietrze 2 m/s pod narty. 22. miejsce zajmował K. Miętus, który skoczył na odległość 122 m. Na ostatnim premiowanym awansem miejscu plasował się Żyła – uzyskał on 117,5 m.
W finałowej rundzie Stoch oddał skok na 127,5 m i przesunął się na piąte miejsce. Miejsce w czołowej dziesiątce stracił Kot. Musiał on czekać przed swoim skokiem, ze względu na przerwę wymuszoną przez warunki pogodowe. Lądował na 112. metrze i 50. centymetrze zeskoku i zajął 14. miejsce. Na osiemnaste spadł Kubacki, skacząc na 109 m. Żyła wyrównał odległość z pierwszej serii i awansował na 22. pozycję, natomiast Miętus spadł na 25. miejsce, przekraczając o 2,5 m granicę setnego metra.
W klasyfikacji generalnej po konkursach w Japonii Stoch awansował o kolejną pozycję. Plasował się na szóstym miejscu z dorobkiem 459 pkt, tracąc do prowadzącego, lecz nieobecnego na konkursach w Sapporo Schlierenzauera 381 pkt. O jedno miejsce spadł Kot i był osiemnasty. Kubacki awansował z 33. na 32. miejsce, a Żyła i Miętus utrzymali swoje lokaty (kolejno: 35. i 45.). Wszyscy reprezentanci Polski, którzy nie oddali swoich skoków na Okurayamie, spadli w klasyfikacji.

### Zawody lotnicze i FIS Team Tour
Konkursy indywidualne na skoczni do lotów w Vikersund
Kwalifikacje do indywidualnego konkursu lotów w Vikersund przeszli wszyscy zgłoszeni Polacy – Piotr Żyła (z trzecią pozycją po skoku na 214 m), Krzysztof Miętus, Dawid Kubacki (z nowym rekordem życiowym – 177,5 m) i Maciej Kot. Prekwalifikowany był Stoch, który skoczył na odległość 218,5 m. Po pierwszej serii odbywającego się 26 stycznia konkursu głównego na najwyższej lokacie wśród reprezentantów tego kraju plasował się Stoch. Oddał on skok na 213,5 m i był trzeci, tracąc 2,5 pkt do drugiego Schlierenzauera i 3,9 pkt do liderującego Ammanna. Na dziesiątym miejscu klasyfikowany był Kot po skoku na 204,5 m, którym ustanowił swój nowy rekord życiowy, a jedną pozycję niżej Żyła, skacząc cztery metry krócej. 28. miejsce zajmował Miętus po próbie oddanej na odległość 168,5 m. Do drugiej serii nie awansował jedynie Kubacki, który osiągnął 150,5 m i zajął 32. miejsce.
W finałowej serii Miętus skoczył na 195,5 m, czym zapewnił sobie awans o trzy pozycje. Żyła oddał skok na 225 m i przesunął się na szóstą lokatę w ostatecznej klasyfikacji. Kot ponownie poprawił swój rekord życiowy, lądując na 207. metrze Vikersundbakken, spadł jednak na 16. miejsce. Natomiast Stoch wyrównał należący do Żyły rekord Polski, skacząc na 232,5 m. Uplasował się jednak na piątym miejscu – wyprzedzili go Kranjec i Stjernen, którzy osiągnęli identyczne odległości. Do zwycięzcy, Schlierenzauera, stracił 4,9 pkt. Stoch stwierdził po konkursie, że lot został przez niego skrócony, aby wylądować bezpiecznie telemarkiem, jednak nie udało mu się to
Podczas drugiego konkursu na największej skoczni świata zapunktowali wszyscy Polacy. Po pierwszej serii na ósmym miejscu znajdował się Kamil Stoch (skok na 207 m), a o jedno niżej – Piotr Żyła (216 m). Na ostatnich pozycjach drugiej dziesiątki klasyfikowano Kota (202 m) i Miętusa (198,5 m). Trzydzieste miejsce zajmował Kubacki (166,5 m), który awansował po dyskwalifikacji Koziska. W finałowej serii skoczek z Nowego Targu skoczył jedenaście metrów dalej i uplasował się na 28. miejscu w ostatecznej tabeli. Miętus spadł na 22. pozycję po próbie na odległość 172 m, a Kot po ustanowieniu nowego rekordu życiowego (211 m) awansował na czternastą. Dziesiąte miejsce zajął Żyła (215 m), zaś siódme Stoch (222 m).
Po konkursach w Vikersund Stoch awansował na piąte miejsce w klasyfikacji generalnej, wyprzedzając Andreasa Koflera. Tracił 102 pkt do poprzedzającego go Jacobsena, mając 66 pkt przewagi nad szóstym Hildem. Kot spadł na 19. miejsce, Żyła natomiast awansował na 26. i w związku ze spadkiem Kubackiego na 34. lokatę, został trzecim Polakiem pod względem punktów w sezonie. Miętus przesunął się z 45. na 43. miejsce. Ci reprezentanci Polski, którzy nie skakali w Vikersund spadli w tabeli (z wyjątkiem Ziobry, który utrzymał 55. miejsce). W klasyfikacji lotniczej szóste miejsce zajmował Stoch, ósmy był Żyła (obaj zajmowali pozycje uprawiające do kwalifikacji w następnym konkursie lotów), 16. Kot, 23. Miętus, a 31. Kubacki.
Konkursy indywidualne na skoczni do lotów w Harrachovie
Do zawodów lotniczych w Harrachovie zgłoszono tych samych reprezentantów Polski. Kwalifikacje do pierwszego konkursu przeszli wszyscy z nich – Kot po skoku na 205 zajął drugie miejsce, Kubacki i Miętus uplasowali się w drugiej dziesiątce, zaś Stoch i Żyła byli prekwalifikowani ze względu na pozycję w tabeli PŚ w lotach. Konkurs główny został przełożony o jeden dzień, na 3 lutego i był przerywany ze względu na warunki wietrzne. Po pierwszej serii najwyżej sklasyfikowanym Polakiem był Stoch. Plasował się on na dwunastym miejscu po skoku na 181,5 m. Jego odległość była jedną z najsłabszych wśród zawodników, którzy awansowali do drugiej serii (dopiero 23. Żyła skoczył bliżej), jednak skakał z ponad 50-punktową rekompensatą za obniżoną belkę startową. Piętnasty był Miętus, który skoczył na 197,5 m, cztery pozycje niżej sklasyfikowany był Kot (próba na 190 m). Wspomniany wcześniej Żyła skoczył na 172,5 m i wyprzedzał o jedną lokatę Kubackiego (ten oddał skok na 194,5 m). W finałowej rundzie Kubacki spadł na trzydziestą lokatę po osiągnięciu 114,5 m. Jego próba została zakłócona przez podmuch wiatru. Skoczek stwierdził później, że musiał „lądować awaryjnie”. Żyła skoczył na 171,5 m i awansował o jedną pozycję, Kot zaś przesunął się na szesnastą lokatę lądując na 179. metrze zeskoku. Miętus osiągnął 174,5 m i zajął czternaste miejsce. Stoch jako jedyny z reprezentacji poprawił swoją odległość w porównaniu do pierwszej serii. Skoczył na odległość 187 m i ostatecznie zajął dziewiąte miejsce.
Drugi, jednoseryjny konkurs na czeskim mamucie rozegrano jeszcze tego samego dnia. Ósmy był w nim Stoch po skoku na 177,5 m, 13. miejsce zajął Żyła (osiągnął 169 m), 16. Kot (163,5 m), 21. Miętus (159,5 m), a punktów nie zdobył jedynie Kubacki – był on 34. po skoku na 148 m.
Po zawodach w Harrachovie trener Kruczek określił dzień jako „szalony”, a konkursy jako ryzykowne. Stwierdził też, że Kot miał problemy z pozycją najazdową. Stoch utrzymał piątą pozycję w klasyfikacji generalnej Pucharu Świata, powiększając stratę do lidera do 599 punktów, zbliżając się jednak punktowo do trzech bezpośrednio wyprzedzających go zawodników, którzy nie startowali w Czechach. Do czwartego Jacobsena tracił 41 punktów (wcześniej 102). Na 18. pozycję powrócił Kot, Żyła i Kubacki nie zmienili swoich miejsc (kolejno: 26. i 34.), a Miętus awansował z 43. na 39. Pozostali Polacy spadli na niższe lokaty niż zajmowane dotychczas. W klasyfikacji PŚ w lotach Stoch spadł z szóstej pozycji za ósmą, dotychczas zajmowaną przez Żyłę. Ten plasował się teraz na jedenastym miejscu. Kot awansował z 16. na 15., Miętus natomiast z 23. na 21. Kubacki spadł z 31. na 40. miejsce.
Konkurs drużynowy i indywidualny na dużej skoczni w Willingen
Do otwierającego FIS Team Tour konkursu indywidualnego w Willingen zakwalifikowali się, poza znajdującym się w pierwszej dziesiątce PŚ Stochem, tylko Piotr Żyła i Dawid Kubacki. Zajęli oni w odbywających się 8 lutego eliminacjach kolejno: 24. i 39. pozycję. Na nie dających awansu miejscach 45. i 46. uplasowali się Stefan Hula i Maciej Kot. Dzień później rozegrano konkurs drużynowy. W pierwszej grupie skakał Żyła, który osiągnął 127 m, a reprezentacja Polski plasowała się na ósmej pozycji. Miętus lądował trzy metry dalej i drużyna awansowała na szóstą pozycję. Po próbie na odległość 138 m Kubackiego drużyna przesunęła się na piątą lokatę. Utrzymała ją po czwartej grupie w której Stoch osiągnął 139,5 m. Drugie skoki Polaków miały odległości kolejno: 122 m, 126,5 m, 132 m i 140 m. Po każdej grupie polski zespół był piąty. Do zwycięzców, Słowenii, reprezentacja straciła 81,3 pkt. Konkurs indywidualny zaplanowany na następny dzień, został odwołany.
Konkurs indywidualny na dużej skoczni w Klingenthal
12 lutego rozegrano kwalifikacje do konkursu w Klingenthal. Przeszli je wszyscy zgłoszeni Polacy: Kubacki (6. miejsce), Kot (28.), Żyła (34.) i Miętus (38.), zaś Stoch był prekwalifikowany. Po pierwszej serii konkursowej najwyżej z polskich reprezentantów, na piątym miejscu sklasyfikowany był Żyła. Oddał skok na 135 m. Po oddaniu tej próby był liderem i wyprzedzał bezpośrednio Krzysztofa Miętusa. Ten skoczył dziesięć metrów dalej, lądując o półtora metra bliżej od rekordu skoczni. Po skokach wszystkich zawodników Miętus był siódmy. Na trzynastym miejscu plasował się Kot (129 m), a osiemnasty był Stoch (125,5 m). Jako jedyny z biało-czerwonych punktów nie zdobył Kubacki, który zajął 31. miejsce (121,5 m). W finałowej rundzie Stoch wylądował an 131. metrze i awansował o kilka lokat, jednak został później zdyskwalifikowany za nieprawidłowy kombinezon i spadł na trzydziestą pozycję. Kot utrzymał 13. lokatę po skoku na 124 m, Miętus spadł na jedenastą osiągając 121,5 m. Dla tego drugiego była to najwyższa pozycja w dotychczasowej karierze. Żyła zajął ostatecznie szóstą lokatę, oddając drugi skok na 128,5 m. Polscy skoczkowie utrzymali piąte miejsce w klasyfikacji FIS Team Tour, zwiększając jednak stratę do liderów, drużyny Słowenii.
Konkurs indywidualny i drużynowy na skoczni do lotów w Oberstdorfie
Ze względu na zbliżające się mistrzostwa świata, w zawodach lotniczych w Oberstdorfie wystąpiła kadra juniorów: Klemens Murańka, Krzysztof Biegun, Jan Ziobro, Bartłomiej Kłusek i Aleksander Zniszczoł. Dla Bieguna był to debiut w Pucharze Świata i na skoczni mamuciej, natomiast Ziobro i Kłusek nigdy dotąd nie startowali w zawodach lotniczych. Do konkursu głównego dostał się Murańka (18. miejsce w kwalifikacjach), Biegun (21.), Ziobro (27.) i Kłusek (28.). Eliminacji nie udało się przebrnąć Zniszczołowi (34. pozycja). Debiutanci na mamutach zyskali następujące rekordy życiowe po seriach treningowych i kwalifikacjach: Biegun – 172,5 m, Ziobro – 159,5 m i Kłusek – 156,5 m.
W serii próbnej wszyscy Polacy zajęli miejsca w ostatniej dziesiątce, jednak Biegun i Ziobro poprawili swoje rekordy życiowe (odpowiednio: 175,5 m i 173,5 m). W konkursie punkty zdobył tylko Biegun. Po pierwszym skoku na 180 m, w którym po raz kolejny poprawił swoją „życiówkę” zajmował 29. miejsce. Po wylądowaniu o osiem metrów bliżej w drugiej próbie spadł na trzydziestą pozycję. Murańka był 33., osiągając 177 m, Kłusek 39. z wynikiem 158,5 m, a Ziobro został zdyskwalifikowany za nieprawidłowy kombinezon.
Po tym konkursie Biegun pojawił się na 80. miejscu w tabeli generalnej PŚ i 53. miejscu w klasyfikacji lotników. W porównaniu do sytuacji przed zawodami w Niemczech, Stoch po zdobyciu jednego punktu utrzymał piąte miejsce w klasyfikacji generalnej. Wcześniej jednak jego strata do poprzedzającego go Jacobsena wynosiła 41 pkt, a wówczas do czwartego Freunda tracił 97 pkt. Tymczasem szósty Kranjec zredukował przewagę Stocha nad nim z 51 pkt do 7 pkt. Kot i Żyła utrzymali swoje pozycje (kolejno: 18. i 26.), Kubacki spadł z 34. na 36. lokatę, a Miętus przesunął się z 39. na 38. Wszyscy pozostali Polacy nieznacznie spadli w tabeli. Ze względu na absencję w Oberstdorfie wszyscy członkowie głównej kadry spadli w klasyfikacji PŚ w lotach. Stoch z 8. na 9. miejsce, Żyła z 11. na 13., Kot z 15. na 18., Miętus z 21. na 25., a Kubacki z 40. na 48. Reprezentacja Polski, która dotychczas była piąta w klasyfikacji FIS Team Tour, została wyprzedzona przez drużyny: japońską i czeską.
Ostatnim konkursem w ramach FTT była lotnicza rywalizacja drużynowa w Oberstdorfie. W porównaniu z konkursem indywidualnym, w składzie Polaków znalazł się, kosztem Kłuska, Zniszczoł. W pierwszej grupie skakał Biegun, a reprezentacja Polski zajmowała piąte miejsce. Polak ponownie ustanowił on swój życiowy rekord, wynikiem 197,5 m. W drugiej na 172 m poleciał Ziobro i reprezentacja Polski utrzymała lokatę. Następnie Zniszczoł oddał skok na 166,5 m, a drużyna polska została wyprzedzona przez Japonię. Murańka wylądował na 176. metrze zeskoku, a jego japoński konkurent – Takeuchi – 23,5 m dalej. Polacy byli szóści po zakończeniu pierwszej rundy, a do wyprzedzających ich bezpośrednio reprezentantów Kraju Kwitnącej Wiśni tracili 38,8 pkt. W finałowej serii reprezentacja Polski utrzymywała szóste miejsce po każdej grupie – odległości drugich prób Polaków wynosiły kolejno: 184 m, 180,5 m (rekord życiowy Ziobry), 179,5 m i 178 m. Ostatecznie sklasyfikowano ich na szóstym miejscu ze stratą 107,7 pkt do Japonii i przewagą 80,8 pkt nad Czechami.

### Część końcowa z trzema zwycięstwami
Konkurs drużynowy i indywidualny na dużej skoczni w Lahti

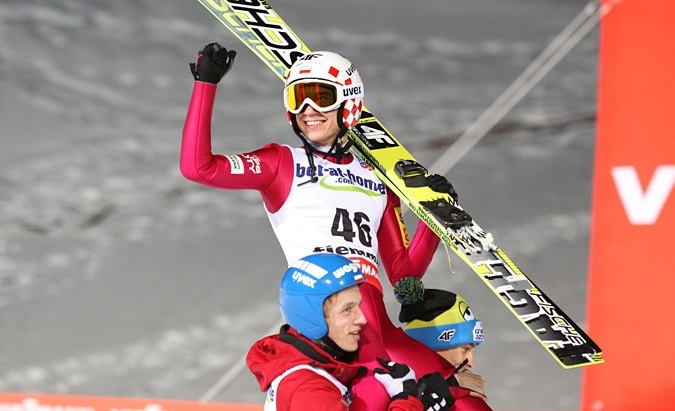
Po zdobyciu tytułu mistrzowskiego w Predazzo Stoch zwyciężył jeszcze dwa konkursy PŚ

Pierwsze zawody PŚ po mistrzostwach świata, gdzie Polacy zdobyli dwa medale (złoty indywidualny Stocha i brązowy w drużynie) odbyły się w Lahti. Startowała w nich ta sama grupa „biało-czerwonych”, która znalazła się w kadrze na MŚ – dzięki rozszerzeniu kwoty startowej dla Polski do liczby sześciu skoczków do skaczących dotychczas w PŚ Polaków dołączył Stefan Hula. Na obu treningach przed kwalifikacjami najlepsze rezultaty uzyskał Stoch, mając kilkunastopunktową przewagę nad konkurentami. Kwalifikacje przeszli wszyscy zgłoszeni reprezentanci Polski: Maciej Kot, który je zwyciężył, Piotr Żyła (4. pozycja), Krzysztof Miętus (15.), Dawid Kubacki (18.) i Stefan Hula (27.). Kamil Stoch był prekwalifikowany i nie oddał skoku. Następnego dnia Stoch wygrał serię próbną przed konkursem drużynowym, uzyskując 128 m. W konkursie jako pierwszy skok oddał Kot. Osiągnął 119 m, co w trudnych warunkach pogodowych dało prowadzenie reprezentacji po pierwszej grupie. Piotr Żyła skoczył na odległość 115,5 m – przyznał później, że zbytnio wychylił się do przodu i musiał „ratować skok”. Krzysztof Miętus skoczył na 119 m, zaś Kamil Stoch uzyskał z obniżonego rozbiegu 121,5 m. Polska drużyna zajmowała po pierwszej serii czwartą lokatę, ze stratą 2,3 pkt do trzecich Austriaków. W drugiej serii Kot oddał skok na odległość 127,5 m, co ponownie było najlepszym rezultatem w grupie. Żyła lądował 3,5 m bliżej, a Miętus uzyskał 120,5 m. Kamil Stoch ponownie skakał z obniżonego rozbiegu i osiągnął najwyższą w swojej grupie notę po skoku na 124 m. Jego austriacki rywal w ostatniej rundzie uzyskał o 15 punktów gorszy wynik. Oznaczało to awans reprezentacji Polski na najniższe miejsce na podium w końcowej klasyfikacji, ze stratą 2,6 pkt do drugiej Austrii i 43,3 pkt do zwycięskich Niemiec.
Dzień później, Stoch był najlepszy w serii próbnej przed konkursem indywidualnym. Po pierwszej serii był najwyżej sklasyfikowanym Polakiem, plasując się na drugim miejscu po uzyskaniu 124 m. Ósmy był Maciej Kot z rezultatem 125,5 m, dwudziesty Krzysztof Miętus po skoku na 117 m, a dwudziesty drugi Piotr Żyła, który wylądował pół metra dalej. Natomiast Dawid Kubacki i Stefan Hula zajęli kolejno: 47. i 50. miejsce i nie awansowali do finałowej rundy. Drugi skok Piotra Żyły miał długość 126,5 m i był drugim rezultatem w tej serii, pozwalając mu przesunąć się na dwunastą lokatę. Miętus po skoku na 121 m awansował o jedną pozycję, na 19. miejsce, zaś Kot, uzyskując 125,5 m awansował na szóste. Stoch skoczył na odległość 123,5 m, o pół metra bliżej niż w pierwszej próbie i spadł na piąte miejsce. Przed nim znaleźli się Jacobsen i Freund z którymi bezpośrednio rywalizował o podium klasyfikacji generalnej PŚ.
Konkurs indywidualny na dużej skoczni w Kuopio
11 marca odbyły się kwalifikacje do konkursu w Kuopio. Kot zajął w nich piąte miejsce, Żyła był czternasty, Miętus dziewiętnasty, Kubacki dwudziesty trzeci, zaś Hula dwudziesty ósmy. Stoch był prekwalifikowany. Po pierwszej kolejce konkursu w stawce prowadził Stoch, który po uzyskaniu 135 m miał przewagę 7,9 pkt nad drugim Severinem Freundem. Na szesnastym miejscu plasował się Kubacki, po skoku na 127 m, dwudziesty piąty był Żyła, który osiągnął 123 m. Trzej pozostali Polacy: Miętus, Hula i Kot znaleźli się poza pierwszą „trzydziestką” z miejscami kolejno: 38., 45. i 47. W drugiej rundzie Żyła wylądował na 129. metrze zeskoku, dzięki czemu przesunął się o dziesięć pozycji, na 15. miejsce. Kubacki po skoku na 117 m spadł na 24. lokatę. Skaczący jako ostatni Kamil Stoch uzyskał 129 m i odniósł zwycięstwo, wyprzedzając drugiego Ito o 10,9 pkt.
Po konkursach w Finlandii Stoch utrzymał piątą pozycję w klasyfikacji generalnej Pucharu Świata, zmniejszając stratę do czwartego zawodnika, którym został Jacobsen, z 97 pkt do 45 pkt. Kot awansował z 18. na 17. miejsce, Żyła z 25. na 26. Natomiast Kubacki, Miętus, Hula, Ziobro i Biegun utrzymali swoje pozycje (kolejno: 36., 38., 53., 63. i 80.). Zniszczoł spadł z 66. na 67. pozycję, a Murańka z 73. na 74.
Konkurs indywidualny na dużej skoczni w Trondheim
14 marca rozpoczęły się zawody w Trondheim – Stoch wygrał oba oficjalne treningi. Kwalifikacje zwyciężył Piotr Żyła uzyskując odległość 140 m, o jeden metr gorszą od rekordu obiektu. Kwalifikację zapewnili sobie także pozostali Polacy: siódmy Kubacki, dziewiąty Kot, czternasty Hula i trzydziesty piąty Miętus. Prekwalifikowany Stoch nie oddał skoku. W serii próbnej następnego dnia zajął on drugą lokatę. Po pierwszej kolejce konkursu głównego, w której wylądował na 131. metrze plasował się na trzecim miejscu, ze stratą 3,6 pkt do prowadzącego Kranjca i 3,5 pkt do drugiego Freitaga. Dziesiąte miejsce zajmował Żyła, osiągając 129 m, zaś trzynasty był Kot (127 m). W trzeciej dziesiątce znajdowało się jeszcze dwóch Polaków: 25. był Kubacki po skoku na 123,5 m, zaś 29. był Hula, który uzyskał dwa metry mniej. Na ostatnim, 50. miejscu sklasyfikowano Miętusa po skoku na 113 m. W finałowej serii Hula utrzymał pozycję, skacząc na 127 m, a Kubacki awansował na siedemnastą lokatę po osiągnięciu 131,5 m. Natomiast próbę Kota zmierzono na 126,5 m, co spowodowało jego spadek na 24. miejsce. Żyła przesunął się o jedną lokatę, na dziewiąte miejsce po skoku na 131 m. Kamil Stoch wylądował na 140. metrze zeskoku, przy czym jego lewa narta odjechała od równoległego ułożenia. Polak uzyskał łączną notę 280,4 pkt i odniósł drugie z rzędu zwycięstwo.
Po konkursie w Trondheim Kamil Stoch awansował na trzecią pozycję w klasyfikacji generalnej, ponieważ wyprzedzający go dotychczas Freund i Jacobsen zajęli dalsze pozycje (kolejno: dziewiątą i szóstą). Jego przewaga nad czwartym Freundem wynosiła dwa punkty. Żyła awansował z 24. na 23. miejsce, pozostali Polacy utrzymali swoje pozycje.
Konkurs indywidualny na dużej skoczni w Oslo
Dzień później rozpoczęła się rywalizacja na Holmenkollbakken. W pierwszym treningu najlepszy rezultat uzyskał Dawid Kubacki. Przez kwalifikacje przeszli: Żyła (czwarty rezultat), Kot (szósty), Miętus (szesnasty) i Kubacki (dwudziesty piąty) oraz prekwalifikowany Stoch, który ponownie nie oddał skoku w tej serii. Natomiast Stefan Hula został zdyskwalifikowany za nieprawidłowy kombinezon. Serię próbną przed konkursem wygrał Stoch.

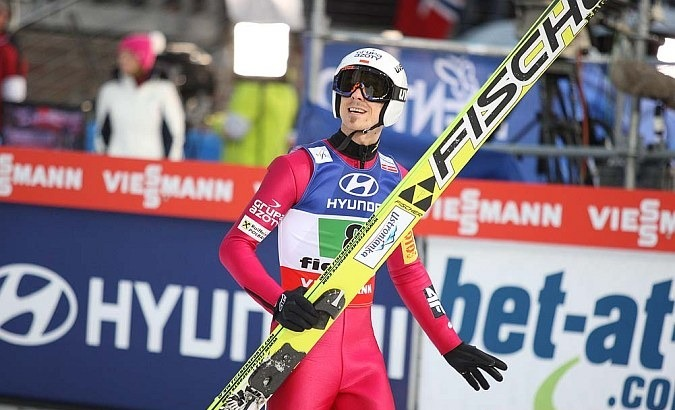
Piotr Żyła dwukrotnie stanął na podium w końcowej części sezonu

Po pierwszym skoku dwóch „biało-czerwonych” plasowało się w pierwszej trójce – drugą pozycję po skoku na 132 m zajmował Kamil Stoch, tracąc 1,6 pkt do prowadzącego Kranjca, a trzeci był Piotr Żyła, który wylądował 3,5 m dalej, zaś jego strata do Słoweńca wynosiła 4,5 pkt. Na czternastej pozycji plasował się Kot (131,5 m), a trzydziesty był Kubacki (124,5 m). Do drugiej serii nie awansował Miętus (120 m), który zakończył rywalizację na 46. miejscu. Próba Kubackiego w drugiej kolejce (125,5 m) pozwoliła mu awansować na dwudziestą pozycję. Kot skoczył na 127 m i awansował na jedenaste miejsce. Odległość Piotra Żyły wynosiła 133,5 m i po swoim skoku uzyskał identyczną notę jak dotychczasowy lider, Gregor Schlierenzauer. Kamil Stoch skoczył z obniżonego na prośbę trenera Kruczka rozbiegu na odległość 121 m i spadł w ostatecznych rezultatach na czwartą lokatę. Kranjec wylądował na 126. metrze, dzięki czemu Żyła i Schlierenzauer odnieśli ex aequo zwycięstwo, będące pierwszym w karierze Polaka.
Po konkursie w Oslo przewaga Stocha nad czwartym zawodnikiem klasyfikacji generalnej (którym w miejsce Freunda został Jacobsen) zwiększyła się z dwóch punktów do dwudziestu ośmiu. Strata do drugiego Bardala zmalała z 85 pkt do 71 pkt. Maciej Kot pozostał na siedemnastej pozycji, natomiast Piotr Żyła dzięki wiktorii przesunął się z 24. na 19. lokatę. Jan Ziobro spadł z 63. na 64. miejsce, a pozostali reprezentanci Polski nie zmienili swoich pozycji.
Konkursy indywidualne i drużynowy na skoczni do lotów w Planicy
21 marca rozpoczął się kończący sezon Puchar Świata na Letalnicy. W oficjalnym treningu pierwsze dwie pozycje zajęli Kamil Stoch i Piotr Żyła. Kwalifikacje do pierwszego konkursu indywidualnego przeszli: Kot (10. lokata), Żyła (15.), Kubacki (21.) i Miętus (29.). Poza premiowaną awansem „trzydziestką” znalazł się Hula, natomiast Stoch był prekwalifikowany. Po pierwszej rundzie konkursu głównego najwyżej plasował się Piotr Żyła, który był czwarty po locie na 212,5 m. Siedem metrów bliżej wylądował Kot i zajmował szóstą pozycję, a jedenasty był Stoch, który uzyskał równe 200 m. Do drugiej serii nie awansowali Kubacki i Miętus, którzy zajęli sąsiadujące 35. i 36. miejsce, osiągając kolejno: 175,5 m i 182 m. W finałowej rundzie Stoch uzyskał ponownie 200 m i utrzymał swoją lokatę, a Kot po skoku na 198,5 m spadł na ósme miejsce. Natomiast Piotr Żyła oddał skok na odległość 216,5 m, dzięki czemu wyprzedził o 3,4 pkt dotychczas trzeciego Noriakiego Kasai i zajął najniższe miejsce na podium.
Kamil Stoch zmniejszył swoją stratę do drugiego w klasyfikacji generalnej PŚ Bardala do 63 pkt, zaś jego przewaga nad czwartym zawodnikiem zmalała do 25 pkt. Na czwartej pozycji znalazł się Freund i ze względu na kontuzję Jacobsena, był jedynym rywalem Stocha w walce o podium klasyfikacji łącznej. Maciej Kot utrzymał się na siedemnastej pozycji, a Piotr Żyła przesunął się z dziewiętnastej na osiemnastą lokatę, tracąc do Kota siedem punktów. Pozostali reprezentanci Polski utrzymali pozycje, bądź spadli o jedną lokatę. W klasyfikacji lotników Stoch utrzymał dziewiątą lokatę, Żyła awansował natomiast z trzynastej na dziesiątą, Kot z osiemnastej na szesnastą. Miętus spadł z 25. miejsca na 29., Kubacki z 48. na 51., a Biegun z 53. na 56.
Następnie odbył się konkurs drużynowy. W pierwszej grupie skakał Piotr Żyła. Osiągnął 206,5 m przy niskich notach sędziowskich, co było piątym rezultatem. Kot skoczył dwa metry krócej i pozwolił Polsce awansować na trzecią lokatę, jednak po próbie Miętusa, który wylądował na 192. metrze powróciła ona na piąte miejsce. Pozycja ta została utrzymana po skoku Stocha na odległość 202 m. W drugiej serii Żyła osiągnął 214,5 m, a Kot 207,5 m. Dzięki temu „biało-czerwoni” przesunęli się na czwartą lokatę. Miętus skoczył na odległość 193,5 m, a Stoch uzyskał 211,5 m. Polski zespół zajął czwarte miejsce, tracąc do trzecich Austriaków 3,5 pkt.
W serii próbnej przed finałowym konkursem Żyła zajął drugie miejsce, skacząc na 218 m. Polacy mogli wystawić w tym konkursie czterech reprezentantów: Stocha, Kota, Żyłę i Kubackiego. Po pierwszej serii najwyżej, na czwartej pozycji, plasował się mistrz świata z Predazzo; uzyskał on 205,5 m. Czternaste miejsce zajmował Żyła (201,5 m), dziewiętnasty był Kot (191 m), a dwudziesty drugi Kubacki (189 m). W drugiej serii Kubacki osiągnął 190,5 m i przesunął się o jedną lokatę w górę. Kot skoczył na odległość 194 m, co również dało mu awans o jedno miejsce. Żyła oddał skok na 216 m, dzięki któremu sklasyfikowano go na piątej pozycji. Stoch zajął ósme miejsce, lądując na 207. metrze.
Kamil Stoch utrzymał trzecie miejsce w końcowej klasyfikacji generalnej sezonu 2013/2014, ponieważ jedyny konkurent – Severin Freund zajął w konkursie dziewiątą pozycję. Piotr Żyła dzięki wysokiej lokacie awansował na piętnastą lokatę, wyprzedzając Macieja Kota. Ten spadł z 17. na 18. miejsce. Pozostali Polacy nie zmienili swoich lokat. Żyła awansował także w tabeli lotników, wyprzedzając Stocha i zajmując ósmą pozycję. Wspomniany Stoch pozostał na dziewiątej lokacie, zaś Kot na szesnastej. Miętus spadł z 29. na 30., a Biegun z 56. na 58. Natomiast Kubacki awansował z 51. miejsca na 42.

## Statystyki

### Miejsca w klasyfikacji generalnej Pucharu Świata
Źródło: Skokinarciarskie.pl
| Miejsce | Zawodnik             | Punkty | Strata | Zmiana |
| ------- | -------------------- | ------ | ------ | ------ |
| 3.      | Kamil Stoch          | 953    | -667   | +2     |
| 15.     | Piotr Żyła           | 485    | -1135  | +4     |
| 18.     | Maciej Kot           | 460    | -1160  | +17    |
| 36.     | Dawid Kubacki        | 142    | -1478  | NS     |
| 38.     | Krzysztof Miętus     | 103    | -1517  | +12    |
| 54.     | Stefan Hula          | 28     | -1592  | NS     |
| 65.     | Jan Ziobro           | 11     | -1609  | NS     |
| 68.     | Aleksander Zniszczoł | 8      | -1612  | -21    |
| 75.     | Klemens Murańka      | 6      | - 1614 | -19    |
| 81.     | Krzysztof Biegun     | 1      | -1619  | NS     |

#### Miejsca w klasyfikacji generalnej Pucharu Świata w lotach
Źródło: Skokinarciarskie.pl
| Miejsce | Zawodnik         | Punkty | Strata | Zmiana |
| ------- | ---------------- | ------ | ------ | ------ |
| 8.      | Piotr Żyła       | 200    | -344   | +15    |
| 9.      | Kamil Stoch      | 198    | -346   | -3     |
| 16.     | Maciej Kot       | 108    | -436   | +16    |
| 30.     | Krzysztof Miętus | 42     | -502   | +13    |
| 42.     | Dawid Kubacki    | 14     | -530   | NS     |
| 58.     | Krzysztof Biegun | 1      | -543   | NS     |

### Miejsca w klasyfikacji generalnej Turnieju Czterech Skoczni
Źródło: Skokinarciarskie.pl
| Miejsce | Zawodnik         | Występy | Skoki | Punkty | Strata | Zmiana |
| ------- | ---------------- | ------- | ----- | ------ | ------ | ------ |
| 4.      | Kamil Stoch      | 4       | 8     | 1027,2 | -73,0  | +4     |
| 20.     | Maciej Kot       | 4       | 7     | 840,6  | -259,6 | +14    |
| 23.     | Piotr Żyła       | 4       | 7     | 798,8  | -301,4 | +16    |
| 30.     | Stefan Hula      | 4       | 6     | 704,2  | -396,0 | +32    |
| 31.     | Dawid Kubacki    | 4       | 6     | 698,0  | -402,2 | +32    |
| 37.     | Krzysztof Miętus | 4       | 5     | 569,1  | -531,1 | NS     |
| 51.     | Klemens Murańka  | 1       | 2     | 242,6  | -857,6 | NS     |

### Miejsca na podium w konkursach indywidualnych Pucharu Świata
| Nr | Dzień       | Rok  | Miejscowość | Skocznia             | Punkt K | HS     | Zawodnik    | Skok 1  | Skok 2  | Nota      | Lok. | Strata   | Zwycięzca             | Źródło  |
| -- | ----------- | ---- | ----------- | -------------------- | ------- | ------ | ----------- | ------- | ------- | --------- | ---- | -------- | --------------------- | ------- |
| 1. | 15 grudnia  | 2012 | Engelberg   | Gross-Titlis-Schanze | K-125   | HS-137 | Kamil Stoch | 132,5 m | 134,0 m | 272,5 pkt | 2.   | 0,1 pkt  | Andreas Kofler        | [ 25 ]  |
| 2. | 4 stycznia  | 2013 | Innsbruck   | Bergisel             | K-120   | HS-130 | Kamil Stoch | 124,5 m | 123,0 m | 240,9 pkt | 2.   | 12,8 pkt | Gregor Schlierenzauer | [ 38 ]  |
| 3. | 12 stycznia | 2013 | Zakopane    | Wielka Krokiew       | K-120   | HS-134 | Kamil Stoch | 133,0 m | 127,0 m | 268,7 pkt | 3.   | 4,6 pkt  | Anders Jacobsen       | [ 128 ] |
| 4. | 12 marca    | 2013 | Kuopio      | Puijo                | K-120   | HS-127 | Kamil Stoch | 135,0 m | 129,0 m | 268,1 pkt | 1.   | -        | -                     | [ 129 ] |
| 5. | 15 marca    | 2013 | Trondheim   | Granåsen             | K-123   | HS-140 | Kamil Stoch | 131,0 m | 140,0 m | 280,4 pkt | 1.   | -        | -                     | [ 130 ] |
| 6. | 17 marca    | 2013 | Oslo        | Holmenkollbakken     | K-120   | HS-134 | Piotr Żyła  | 135,5 m | 133,5 m | 270,1 pkt | 1.   | -        | -                     | [ 131 ] |
| 7. | 22 marca    | 2013 | Planica     | Letalnica            | K-185   | HS-215 | Piotr Żyła  | 212,5 m | 216,5 m | 402,5 pkt | 3.   | 9,7 pkt  | Gregor Schlierenzauer | [ 131 ] |

### Występy w konkursach drużynowych PŚ
| Miejsce | Dzień        | Rok  | Miejscowość | Skocznia                     | Punkt K | HS     | Skład                                                            | Najdłuższy skok          | Nota       | Strata    | Zwycięzca |
| ------- | ------------ | ---- | ----------- | ---------------------------- | ------- | ------ | ---------------------------------------------------------------- | ------------------------ | ---------- | --------- | --------- |
| 11.     | 30 listopada | 2012 | Ruka        | Rukatunturi                  | K-120   | HS-142 | Kamil Stoch Piotr Żyła Dawid Kubacki Maciej Kot                  | 123,5 m (D.Kubacki)      | 354,3 pkt  | 749,8 pkt | Niemcy    |
| 2.      | 11 stycznia  | 2013 | Zakopane    | Wielka Krokiew               | K-120   | HS-134 | Piotr Żyła Maciej Kot Krzysztof Miętus Kamil Stoch               | 133 m (K. Stoch, M. Kot) | 954,4 pkt  | 9,1 pkt   | Słowenia  |
| 5.      | 9 lutego     | 2013 | Willingen   | Mühlenkopfschanze            | K-130   | HS-145 | Piotr Żyła Krzysztof Miętus Dawid Kubacki Kamil Stoch            | 140 m (K. Stoch)         | 909,1 pkt  | 81,3 pkt  | Słowenia  |
| 6.      | 17 lutego    | 2013 | Oberstdorf  | Heini-Klopfer-Skiflugschanze | K-185   | HS-213 | Krzysztof Biegun Jan Ziobro Aleksander Zniszczoł Klemens Murańka | 197,5 m (K. Biegun)      | 1279,6 pkt | 297,5 pkt | Norwegia  |
| 3.      | 9 marca      | 2013 | Lahti       | Salpausselkä                 | K-116   | HS-130 | Maciej Kot Piotr Żyła Krzysztof Miętus Kamil Stoch               | 127,5 m (M. Kot)         | 1036,2 pkt | 43,3 pkt  | Niemcy    |
| 4.      | 22 marca     | 2013 | Planica     | Letalnica                    | K-185   | HS-215 | Piotr Żyła Maciej Kot Krzysztof Miętus Kamil Stoch               | 214,5 m (P. Żyła)        | 1543,2 pkt | 18,6 pkt  | Słowenia  |

### Wyniki konkursów indywidualnych
| Kamil Stoch |             |      |                 |                 |           |           |            |                        |           |               |       |          |         |         |           |           |           |           |             |            |       |        |           |      |         |         |        |     |     |     |     |     |     |     |     |
| Lillehammer | Lillehammer | Ruka | Krasnaja Polana | Krasnaja Polana | Engelberg | Engelberg | Oberstdorf | Garmisch-Partenkirchen | Innsbruck | Bischofshofen | Wisła | Zakopane | Sapporo | Sapporo | Vikersund | Vikersund | Harrachov | Harrachov | Klingenthal | Oberstdorf | Lahti | Kuopio | Trondheim | Oslo | Planica | Planica | punkty |     |     |     |     |     |     |     |     |
| 30 | 36          | q    | -               | -               | 2         | 14        | 13         | 6                      | 2         | 4             | 7     | 3        | 9       | 5       | 5         | 7         | 9         | 8         | 30          | -          | 5     | 1      | 1         | 4    | 11      | 8       | 953    | 953 | 953 | 953 | 953 | 953 | 953 | 953 | 953 |
| Piotr Żyła |             |      |                 |                 |           |           |            |                        |           |               |       |          |         |         |           |           |           |           |             |            |       |        |           |      |         |         |        |     |     |     |     |     |     |     |     |
| Lillehammer | Lillehammer | Ruka | Krasnaja Polana | Krasnaja Polana | Engelberg | Engelberg | Oberstdorf | Garmisch-Partenkirchen | Innsbruck | Bischofshofen | Wisła | Zakopane | Sapporo | Sapporo | Vikersund | Vikersund | Harrachov | Harrachov | Klingenthal | Oberstdorf | Lahti | Kuopio | Trondheim | Oslo | Planica | Planica | punkty |     |     |     |     |     |     |     |     |
| 36 | 43          | 48   | -               | -               | 36        | 37        | 31         | 30                     | 22        | 30            | 6     | 18       | 26      | 22      | 6         | 10        | 22        | 13        | 6           | -          | 12    | 15     | 9         | 1    | 3       | 5       | 485    |     |     |     |     |     |     |     |     |
| Maciej Kot |             |      |                 |                 |           |           |            |                        |           |               |       |          |         |         |           |           |           |           |             |            |       |        |           |      |         |         |        |     |     |     |     |     |     |     |     |
| Lillehammer | Lillehammer | Ruka | Krasnaja Polana | Krasnaja Polana | Engelberg | Engelberg | Oberstdorf | Garmisch-Partenkirchen | Innsbruck | Bischofshofen | Wisła | Zakopane | Sapporo | Sapporo | Vikersund | Vikersund | Harrachov | Harrachov | Klingenthal | Oberstdorf | Lahti | Kuopio | Trondheim | Oslo | Planica | Planica | punkty |     |     |     |     |     |     |     |     |
| 25 | 48          | 32   | 28              | 22              | 17        | 13        | 50         | 5                      | 9         | 10            | 13    | 5        | 10      | 14      | 16        | 14        | 16        | 16        | 13          | -          | 6     | 47     | 24        | 11   | 8       | 18      | 460    |     |     |     |     |     |     |     |     |
| Krzysztof Miętus                                                                                                 |             |      |                 |                 |           |           |            |                        |           |               |       |          |         |         |           |           |           |           |             |            |       |        |           |      |         |         |        |     |     |     |     |     |     |     |     |
| Lillehammer | Lillehammer | Ruka | Krasnaja Polana | Krasnaja Polana | Engelberg | Engelberg | Oberstdorf | Garmisch-Partenkirchen | Innsbruck | Bischofshofen | Wisła | Zakopane | Sapporo | Sapporo | Vikersund | Vikersund | Harrachov | Harrachov | Klingenthal | Oberstdorf | Lahti | Kuopio | Trondheim | Oslo | Planica | Planica | punkty |     |     |     |     |     |     |     |     |
| 44 | 26          | 47   | 43              | q               | 23        | 31        | 33         | 38                     | 27        | 39            | 37    | 29       | -       | 25      | 25        | 23        | 14        | 21        | 11          | -          | 19    | 38     | 50        | 46   | 36      | -       | 103    |     |     |     |     |     |     |     |     |
| Dawid Kubacki |             |      |                 |                 |           |           |            |                        |           |               |       |          |         |         |           |           |           |           |             |            |       |        |           |      |         |         |        |     |     |     |     |     |     |     |     |
| Lillehammer | Lillehammer | Ruka | Krasnaja Polana | Krasnaja Polana | Engelberg | Engelberg | Oberstdorf | Garmisch-Partenkirchen | Innsbruck | Bischofshofen | Wisła | Zakopane | Sapporo | Sapporo | Vikersund | Vikersund | Harrachov | Harrachov | Klingenthal | Oberstdorf | Lahti | Kuopio | Trondheim | Oslo | Planica | Planica | punkty |     |     |     |     |     |     |     |     |
| 34 | 45          | 22   | 30              | 17              | 9         | 17        | 26         | 28                     | 36        | 42            | 44    | 32       | 23      | 18      | 32        | 28        | 30        | 34        | 31          | -          | 47    | 24     | 17        | 20   | 35      | 21      | 142    |     |     |     |     |     |     |     |     |
| Stefan Hula |             |      |                 |                 |           |           |            |                        |           |               |       |          |         |         |           |           |           |           |             |            |       |        |           |      |         |         |        |     |     |     |     |     |     |     |     |
| Lillehammer | Lillehammer | Ruka | Krasnaja Polana | Krasnaja Polana | Engelberg | Engelberg | Oberstdorf | Garmisch-Partenkirchen | Innsbruck | Bischofshofen | Wisła | Zakopane | Sapporo | Sapporo | Vikersund | Vikersund | Harrachov | Harrachov | Klingenthal | Oberstdorf | Lahti | Kuopio | Trondheim | Oslo | Planica | Planica | punkty |     |     |     |     |     |     |     |     |
| - | -           | -    | -               | -               | -         | -         | 21         | 44                     | 39        | 29            | 27    | 21       | -       | -       | -         | -         | -         | -         | -           | -          | 50    | 45     | 29        | q    | q       | -       | 28     | 28  | 28  | 28  | 28  | 28  | 28  | 28  | 28  |
| Jan Ziobro |             |      |                 |                 |           |           |            |                        |           |               |       |          |         |         |           |           |           |           |             |            |       |        |           |      |         |         |        |     |     |     |     |     |     |     |     |
| Lillehammer | Lillehammer | Ruka | Krasnaja Polana | Krasnaja Polana | Engelberg | Engelberg | Oberstdorf | Garmisch-Partenkirchen | Innsbruck | Bischofshofen | Wisła | Zakopane | Sapporo | Sapporo | Vikersund | Vikersund | Harrachov | Harrachov | Klingenthal | Oberstdorf | Lahti | Kuopio | Trondheim | Oslo | Planica | Planica | punkty |     |     |     |     |     |     |     |     |
| - | -           | -    | -               | -               | -         | -         | -          | -                      | -         | -             | q     | 20       | -       | -       | -         | -         | -         | -         | -           | -          | -     | -      | -         | -    | -       | -       | 11     |     |     |     |     |     |     |     |     |
| Aleksander Zniszczoł                                                                                             |             |      |                 |                 |           |           |            |                        |           |               |       |          |         |         |           |           |           |           |             |            |       |        |           |      |         |         |        |     |     |     |     |     |     |     |     |
| Lillehammer | Lillehammer | Ruka | Krasnaja Polana | Krasnaja Polana | Engelberg | Engelberg | Oberstdorf | Garmisch-Partenkirchen | Innsbruck | Bischofshofen | Wisła | Zakopane | Sapporo | Sapporo | Vikersund | Vikersund | Harrachov | Harrachov | Klingenthal | Oberstdorf | Lahti | Kuopio | Trondheim | Oslo | Planica | Planica | punkty |     |     |     |     |     |     |     |     |
| - | -           | -    | -               | -               | -         | -         | -          | -                      | -         | -             | 35    | 23       | -       | -       | -         | -         | -         | -         | -           | q          | -     | -      | -         | -    | -       | -       | 8      |     |     |     |     |     |     |     |     |
| Klemens Murańka                                                                                                  |             |      |                 |                 |           |           |            |                        |           |               |       |          |         |         |           |           |           |           |             |            |       |        |           |      |         |         |        |     |     |     |     |     |     |     |     |
| Lillehammer | Lillehammer | Ruka | Krasnaja Polana | Krasnaja Polana | Engelberg | Engelberg | Oberstdorf | Garmisch-Partenkirchen | Innsbruck | Bischofshofen | Wisła | Zakopane | Sapporo | Sapporo | Vikersund | Vikersund | Harrachov | Harrachov | Klingenthal | Oberstdorf | Lahti | Kuopio | Trondheim | Oslo | Planica | Planica | punkty |     |     |     |     |     |     |     |     |
| - | -           | -    | -               | -               | 28        | 40        | 28         | q                      | -         | -             | q     | q        | -       | -       | -         | -         | -         | -         | -           | 40         | -     | -      | -         | -    | -       | -       | 6      |     |     |     |     |     |     |     |     |
| Krzysztof Biegun                                                                                                 |             |      |                 |                 |           |           |            |                        |           |               |       |          |         |         |           |           |           |           |             |            |       |        |           |      |         |         |        |     |     |     |     |     |     |     |     |
| Lillehammer | Lillehammer | Ruka | Krasnaja Polana | Krasnaja Polana | Engelberg | Engelberg | Oberstdorf | Garmisch-Partenkirchen | Innsbruck | Bischofshofen | Wisła | Zakopane | Sapporo | Sapporo | Vikersund | Vikersund | Harrachov | Harrachov | Klingenthal | Oberstdorf | Lahti | Kuopio | Trondheim | Oslo | Planica | Planica | punkty |     |     |     |     |     |     |     |     |
| - | -           | -    | -               | -               | -         | -         | -          | -                      | -         | -             | -     | -        | -       | -       | -         | -         | -         | -         | -           | 30         | -     | -      | -         | -    | -       | -       | 1      |     |     |     |     |     |     |     |     |
| Bartłomiej Kłusek                                                                                                |             |      |                 |                 |           |           |            |                        |           |               |       |          |         |         |           |           |           |           |             |            |       |        |           |      |         |         |        |     |     |     |     |     |     |     |     |
| Lillehammer | Lillehammer | Ruka | Krasnaja Polana | Krasnaja Polana | Engelberg | Engelberg | Oberstdorf | Garmisch-Partenkirchen | Innsbruck | Bischofshofen | Wisła | Zakopane | Sapporo | Sapporo | Vikersund | Vikersund | Harrachov | Harrachov | Klingenthal | Oberstdorf | Lahti | Kuopio | Trondheim | Oslo | Planica | Planica | punkty |     |     |     |     |     |     |     |     |
| q | 46          | -    | 47              | 40              | -         | -         | -          | -                      | -         | -             | 46    | q        | -       | -       | -         | -         | -         | -         | -           | 39         | -     | -      | -         | -    | -       | -       | 0      |     |     |     |     |     |     |     |     |
| Łukasz Rutkowski                                                                                                 |             |      |                 |                 |           |           |            |                        |           |               |       |          |         |         |           |           |           |           |             |            |       |        |           |      |         |         |        |     |     |     |     |     |     |     |     |
| Lillehammer | Lillehammer | Ruka | Krasnaja Polana | Krasnaja Polana | Engelberg | Engelberg | Oberstdorf | Garmisch-Partenkirchen | Innsbruck | Bischofshofen | Wisła | Zakopane | Sapporo | Sapporo | Vikersund | Vikersund | Harrachov | Harrachov | Klingenthal | Oberstdorf | Lahti | Kuopio | Trondheim | Oslo | Planica | Planica | punkty |     |     |     |     |     |     |     |     |
| - | -           | -    | -               | -               | -         | -         | -          | -                      | -         | -             | 36    | 46       | -       | -       | -         | -         | -         | -         | -           | -          | -     | -      | -         | -    | -       | -       | 0      |     |     |     |     |     |     |     |     |
| Legenda |             |      |                 |                 |           |           |            |                        |           |               |       |          |         |         |           |           |           |           |             |            |       |        |           |      |         |         |        |     |     |     |     |     |     |     |     |
| 1 2 3 4-10 11-30 poniżej 30 - – dyskwalifikacja q – zawodnik nie zakwalifikował się - – zawodnik nie wystartował |             |      |                 |                 |           |           |            |                        |           |               |       |          |         |         |           |           |           |           |             |            |       |        |           |      |         |         |        |     |     |     |     |     |     |     |     |